# Craig Bierko
Craig Philip Bierko (Westchester County, 18 augustus 1964) is een Amerikaans acteur en zanger.

## Biografie
Bierko heeft journalistiek gestudeerd aan de universiteit van Boston in Boston en grammatica aan de Northwestern-universiteit in Illinois.

## Filmografie

### Films
Uitgezonderd korte films.
- 2021 Before I Go - als Walt
- 2021 Scenes from an Empty Church - als The Sinner
- 2019 Fair Market Value - als Lucas
- 2016 Catfight - als gast bij talkshow
- 2016 Equity - als Benji Akers
- 2013 If I Had Wings - als Geoff Taylor
- 2013 Louder Than Words - als Eddie Stolzenberg
- 2012 The Three Stooges – als Mac
- 2012 Presagi – als Harry Chase
- 2011 Vice, Inc. – als Bert
- 2011 The Change-Up – als Valtan
- 2011 Company – als Peter
- 2008 A Bad Situationist – als Richard
- 2008 Superhero Movie – als Wolverine
- 2007 Bill – als Sargeant
- 2006 For Your Consideration – als gast talkshow
- 2006 Danika – als Randy Merrick
- 2006 Scary Movie 4 – als Tom
- 2005 Cinderella Man – als Max Baer
- 2005 Untitled David Diamond/David Weissman Project – als Dylan
- 2004 Hair High – als Sarge (stem)
- 2003 Dickie Roberts: Former Child Star – als George Finney
- 2003 Hench at Home – als Terry Hench
- 2002 I'm with Lucy – als Peter
- 2001 Kate & Leopold – als acteur
- 1999 The Thirteenth Floor – als Douglas Hall / John Ferguson / David
- 1999 The Suburbans – als Mitch
- 1998 Fear and Loathing in Las Vegas – als Lacerda
- 1998 Sour Grapes – als Richie Maxwell
- 1997 'Til There Was You – als Jon Haas
- 1996 Johns – als kerstpreker op radio
- 1996 The Long Kiss Goodnight – als Timothy
- 1993 Star – als Spencer Hill
- 1992 Red Dwarf – als Dave Lister
- 1990 Victimless Crimes – als ??
- 1987 Love Note – als Craig Johnson

### Televisieseries
Uitgezonderd eenmalige gastrollen.
- 2023 Sex/Life - als Mick - 4 afl.
- 2015 – 2018 UnREAL - als Chet Wilton - 38 afl.
- 2012 – 2014 Hot in Cleveland - als Donald - 2 afl.
- 2013 – 2014 The Michael J. Fox Show - als Bill - 2 afl.
- 2011 – 2012 Leap Year – als Andy Corvell – 5 afl.
- 2011 Easy to Assemble – als Jebedehia Bateman – 8 afl.
- 2011 Necessary Roughness – als Ray Santino – 2 afl.
- 2010 – 2011 The Temp Life – als Eddie Chiapetta – 3 afl.
- 2010 Damages – als Terry Brooke – 4 afl.
- 2008 Unhitched – als Jack Gately – 6 afl.
- 2006 – 2007 Boston Legal – als Jeffrey Coho – 14 afl.
- 2002 The Court – als Harlan Brandt - ? afl.
- 2001 Sex and the City – als Ray King – 2 afl.
- 1994 – 1995 Madman of the People – als B.J. Cooper – 16 afl.
- 1995 Pride & Joy – als Greg Sherman – 6 afl.
- 1992 The Powers That Be – als Joe Bowman – 4 afl.
- 1990 Sydney – als Matt Keating – 13 afl.
- 1989 The Young and the Restless – als Greg - ? afl.
- 1989 Paradise – als Johnny Ryan – 3 afl.
- 1989 Newhart – als Dirk – 2 afl.

## TheaterwerkBroadway
- 2009 Guys and Dolls – als Sky Masterson
- 2001 – 2002 Thou Shalt Not – als Laurent LeClaire
- 2000 – 2001 The Music Man – als Harold Hill

- Biblioteca Nacional de España: XX1020878
- Bibliothèque nationale de France: cb141559149 (data)
- Gemeinsame Normdatei: 1317259211
- International Standard Name Identifier: 0000 0001 1450 6019
- Library of Congress Control Number: no00081031
- Nationale Bibliotheek van Tsjechië: xx0040253
- Nationale Bibliotheek van Israël: 987007330034305171
- Nederlandse Thesaurus van Auteursnamen: 191448826
- SNAC: w61c55ct
- Système universitaire de documentation: 172288487
- Virtual International Authority File: 85552695
- WorldCat: E39PBJdRx9Gpp6HPq9tbWrbjmd